# Comté de Morgan (Utah)
Pour les articles homonymes, voir Morgan et Comté de Morgan.
Le comté de Morgan (en anglais : Morgan County) est l’un des vingt-neuf comtés de l’État de l'Utah, aux États-Unis. Il a été créé en 1862. Le siège du comté est à la ville de Morgan. Selon le recensement de 2000, sa population est de 7 129 habitants.